# 竹内浄
竹内 浄（たけうち きよし、1946年11月15日 - ）は、日本の技術者、実業家。元・自動車検査独立行政法人理事長。
ファイテルUSA最高経営責任者、OFS会長、フルカワエレクトリックノースアメリカ社長、古河電気工業株式会社最高技術責任者などを歴任した。

## 来歴

### 生い立ち
1946年に生まれ、兵庫県にて育つ。京都大学に入学し、工学部機械工学科にて学んだ。1969年、京都大学を卒業し、古河電気工業に入社した。

### 古河電気工業
1995年、古河電気工業の設備部にて設備開発部長を務め、1998年には同部の生産技術開発センターのセンター長を務めた。1999年より取締役として、設備部の部長や経営企画室の室長など要職を歴任した。2003年には、取締役と執行役員を兼務する常務として、米国光事業推進室の室長にも就いた。また、ファイテルUSA（Fitel USA Corp.）にて社長と最高経営責任者を兼ねるとともに、同社の子会社にあたるOFSの会長を務めた。なお、OFSは、アメリカ合衆国ジョージア州にて光ファイバ事業を手がける企業グループである。ファイテルUSAは、そのOFSを傘下に持つ持ち株会社であり、古河電気工業の100%子会社である。その後、取締役を退き、執行役員常務として、2004年よりフルカワエレクトリックノースアメリカの社長を務めた。
2005年より、執行役員常務として、古河電気工業の最高技術責任者と研究開発本部の本部長を務めた。2006年には、古河電気工業の監査役に就任した。のちに、古河電気工業の顧問となった。

### 自動車検査法人
2008年、古河電気工業を退職した。同年、橋口寛信の後任として、「自動車検査独立行政法人」の理事長に任命され、7月1日付で就任した。

## 略歴
- 1946年 - 誕生。
- 1969年 - 古河電気工業入社。
- 1999年 - 古河電気工業設備部長。
- 2002年 - 古河電気工業経営企画室長。
- 2003年 - 古河電気工業常務。
- 2003年 - 古河電気工業米国光事業推進室長。
- 2003年 - ファイテルUSA社長。
- 2003年 - ファイテルUSA最高経営責任者。
- 2003年 - OFS会長。
- 2004年 - フルカワエレクトリックノースアメリカ社長。
- 2005年 - 古河電気工業最高技術責任者。
- 2005年 - 古河電気工業研究開発本部長。
- 2006年 - 古河電気工業監査役。
- 2008年 - 自動車検査独立行政法人理事長。
- 2012年 - 退任